# Kihei
Kihei è un census-designated place degli Stati Uniti d'America, nella contea di Maui, nello stato delle Hawaii.